# Гоїв Зенон Іванович
Го́їв Зено́н-Яросла́в Іва́нович (нар. 23 травня 1906, Снятин, Королівство Галичини та Володимирії, Цислейтанія, Австро-Угорщина — пом. 28 листопада 1994, Детройт, Мічиган, США) — український військовик та громадсько-культурний діяч, член ОУН.  

## Життєпис
Народився 23 травня 1906 року у Снятині в родині дяка церкви Михайлового чуда Снятинського деканату УГКЦ Івана Гоїва і його дружини Анни. Був наймолодшим з шести дітей подружжя, серед яких Юліан і Євген Гоїви.
У 1920-х роках закінчив 4 класи Снятинської польської гімназії імені Францішека Карпінського. Став єдиною дитиною в родині, що залишилася з батьками та допомагала їм у веденні домашнього господарства . 
Наприкінці 1920-х — початку 1930-х років призваний на службу до Війська Польського. Під час служби пройшов підготовку у сержантській та офіцерській школах, після чого отримав звання підхорунжого. Через неможливість продовжувати військову кар'єру через українське походження залишив службу і повернувся в Снятин.
Після повернення працював бухгалтером на міській електростанції та брав активну участь у діяльності місцевого осередку товариств «Рідна школа», «Боян» та «Просвіта». 
У 1930 році вступив до Організації українських націоналістів. За свою проукраїнську позицію зазнавав переслідувань з боку польської повітової поліції. Навесні 1941 року, незадовго до початку німецько-радянської війни, призваний до лав Червоної армії. 
Наприкінці червня 1941 року потрапив у німецький полон і перебував в ув'язненні в місті Ярослав. Восени того ж року був звільнений і зміг вчергове повернутися до Снятина. 
У липні 1943 року добровільно вступив до лав 14-ї добровольчої гренадерської української дивізії Ваффен СС «Галичина». Воював в складі дивізії протягом 1943—1945 років, зокрема брав участь у першій битві української дивізії під Бродами у 1944 році, за що був удостоєний Штурмового піхотного знаку в сріблі I-го ступеня. 
З 1945 року на еміграції в Німеччині. В 1949 році емігрував в США, де до пенсії працював фабричним робітником в компанії «General Motors». 
Протягом 1960—1980 років обіймав посаду скарбника діаспорного видавництва «Снятин» в Детройті. Як меценат, часто жертвував гроші на потреби видавництва. До кінця життя був активним діаспорним громадським діячем та членом управи станиці дивізійників у Детройті . 
Помер 28 листопада 1994 року в Детройті, де і похований.

## Нагороди
- Штурмовий піхотний знак в сріблі (1944) — за успіхи в боях під Бродами в липні 1944 року[5].
- Воєнний хрест Української Народної Республіки (наказ № 361 Державного центру УНР в екзилі від 30 жовтня 1961);
- Хрест Відродження (наказ № 436 від 1 липня 1978).

## Родина
- Гоїв Іван Григорович — батько. Громадський і церковний діяч на Покутті, співзасновник снятинських філій товариства «Просвіта», читальні «Скала» та «Боян», диригент церковних і світських хорових ансамблів.
- Гоїв Анна Семенівна — мати.
- Гоїв Юліан Іванович — старший брат. Український військовий і громадський діяч. Хорунжий Легіону Український січових стрільців, поручник УГА, член Українського студентського союзу у Львові. Майор РСЧА. Жертва сталінських репресій (1937). Посмертно реабілітований (2025).
- Гоїв Євген Іванович — старший брат. Український військовий і громадський діяч. Сотник Українських січових стрільців Української галицької армії, боєць легіону Українських січових стрільців.
- Глорія Гоїв (Базалі) (1906—1990) — українська вчителька та художниця, яка була дружиною Зенона Гоїва в 1955 — 1990 роках.

## У ЗМІ
- 6 липня 2025 року на YouTube-каналі «Суспільне Івано-Франківськ» транслювали сюжет «Січового стрільця Юліана Гоїва з Франківщини реабілітували через 87 років після розстрілу». В ньому коротко згадали про Зенона Гоїва як брата Юліана [7].

### Книги
- Бажанський М. Вічно житимуть... Постаті від зарання історії, аж до найновіших часів: біографічний словник. — Детройт, 1984. — 525 с.
- Бажанський М. Творчий динамізм патріотизму моїх земляків. Гаслова енциклопедія. — Детройт, 1983. — 260 с.

### Статті
- Базалі Я. Свідома Родина (у двадцятиліття смерті Івана Ґоїва) // Снятин. — 1972. — № 7. — С. 18–20.
- Бойда А. Родина Гоїв у суспільно-політичних процесах в Україні наприкінці XIX – в першій половині XX ст. // Володимир Грабовецький – історик України: колективна монографія / за ред. І. Цепенди, І. Райківського, О. Єгрешія. — Івано-Франківськ : Прикарпат. нац. ун-т ім. В. Стефаника, 2025. — С. 196–208.